# La Bionda (album)
La Bionda è un album del duo musicale italiano La Bionda, pubblicato dall'etichetta discografica Baby Records nel 1978.

## Descrizione
L'album è prodotto dallo stesso Carmelo La Bionda, che compone i brani insieme al fratello Michelangelo e Richard Palmer-James, mentre Charly Ricanek partecipa alla stesura di There for Me e Sandstorm, oltre a curare gli arrangiamenti.
Dal disco vengono tratti i singoli There for Me e One for You, One for Me, brano che è anche sul lato B del precedente vinile.

## Tracce
Lato A
1. There for Me
2. One for You, One for Me
3. Hey Woman

Lato B
1. Sandstorm
2. Song for Smokey and the Bandit